# Thịnh Hưng
Thịnh Hưng là một xã thuộc huyện Yên Bình, tỉnh Yên Bái, Việt Nam.
Xã Thịnh Hưng có diện tích 25,70 km², dân số năm 2019 là 3.764 người, mật độ dân số đạt 147 người/km².